# آدم إيبرل
آدم إيبرل (بالألمانية: Adam Eberle)‏ هو رسام ألماني، ولد في 27 مارس 1804 في آخن في لوثارينجيا، وتوفي في 15 أبريل 1832 في روما في إيطاليا.